# Camborne Redruth

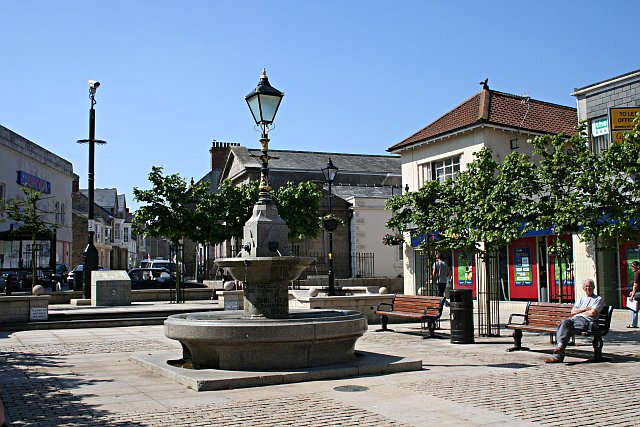
Camborne

Camborne Redruth var en civil parish från 1934 till 1974, i grevskapet Cornwall, i England. Civil parish var belägen 17 km från Falmouth och hade 36 110 invånare år 1961. Camborne-Redruth var ett distrikt från 1934 till 1974 då den blev en del av Kerrier.